# Нежигай, Александр Николаевич
Нежигай Александр Николаевич (род. 30 ноября 1955, Кривой Рог, Днепропетровская область) — советский и украинский композитор, дирижёр, педагог. Член Национального союза композиторов Украины (1984). Лауреат музыкальных премий и фестивалей. Автор балетов, симфоний, камерной и театральной музыки. Заслуженный деятель искусств Украины (2011).

## Биография
Родился 30 ноября 1955 года в городе Кривой Рог Днепропетровской области УССР.
В 1971 году окончил среднюю школу № 36 в Кривом Роге. В 1975 году окончил Криворожский горно-механический техникум. В 1975 году поступил на отдел хорового дирижирования Криворожского музыкального училища. В 1976 году, после окончания первого курса училища, поступил в Одесскую консерваторию на композиторский факультет, который окончил 1981 году (класс Игоря Асеева).
С 1981—1984 годах — дирижёр Днепропетровского областного объединения музыкальных ансамблей (Днепропетровск).
В 1984—1985 годах — главный дирижёр Николаевского областного объединения музыкальных ансамблей. В 1985—1991 годах — заведующий музыкальной частью Николаевского театра кукол. В 1992—1993 годах — преподаватель Николаевского училища культуры. В 1995—2002 годах — заведующий музыкальной частью Николаевского художественного русского драматического театра, преподаватель Николаевского филиала Киевского университета культуры и искусств.
В 2002—2005 годах — художественный руководитель Днепропетровской областной филармонии «Днепроконцерт».
С 2005 года — звукорежиссёр и оркестровщик Дворца культуры и творчества Северного горно-обогатительного комбината (Кривой Рог). В 2006—2007 годах — преподаватель композиции в детской музыкальной школе № 2 (Кривой Рог).
С 2008 года — председатель Днепропетровской региональной организации Национального союза композиторов Украины, с декабря 2010 года — секретарь правления НСКУ.
С 2012 года — преподаватель Днепровской академии музыки.

## Творческая деятельность
Музыка Нежигая отличается образностью, эмоциональностью и сочетанием академических традиций с элементами эстрадных жанров.
Член Союза композиторов СССР с 1984 года.

### Избранные произведения
Балеты
- «За двумя зайцами» (1979—1980).

Мюзиклы
- «Хозяйка рая» (1986);
- «Много шума из ничего» (1994).

Симфоническая музыка
- «Славянское каприччио» (1981);
- Симфония № 1 для струнного оркестра (1986);
- Симфония № 2 (1991);
- «Болеро. Эксперимент. Равель—Нежигай» (2010).

Концерты
- Кончертино для фортепиано с оркестром (1984);
- Концерт для фортепиано с оркестром (2016).

Камерная музыка
- Трио для скрипки, виолончели и фортепиано (1983);
- Соната для скрипки и фортепиано (1983);
- Скерцо для гобоя и фортепиано (2016).

Фортепианные произведения
- Соната (1990);
- «Всё будет хорошо» (2018);
- Сюита «Золотой ключик» (2019).

Прочее
- Музыка для детей;
- Обработки украинских народных песен;
- Песни и романсы.

### Публикации
- Хоры (в соавторстве, 2001);
- Пьесы. Жанровые вариации (2003).

## Награды
- 2-я премия Республиканского хорового конкурса композиторов (1985, Одесса);
- 1-я премия Республиканского фестиваля театров кукол за спектакль «Сказание о граде Лебединце» (1986, Киев);
- Городская премия имени В. Кирейко (2014, 2017);
- Заслуженный деятель искусств Украины (2011);
- Государственная стипендия Украины выдающимся деятелям культуры и искусства (2016[1], 2018[2], 2021[3]).